# Diplôme approfondi de langue française

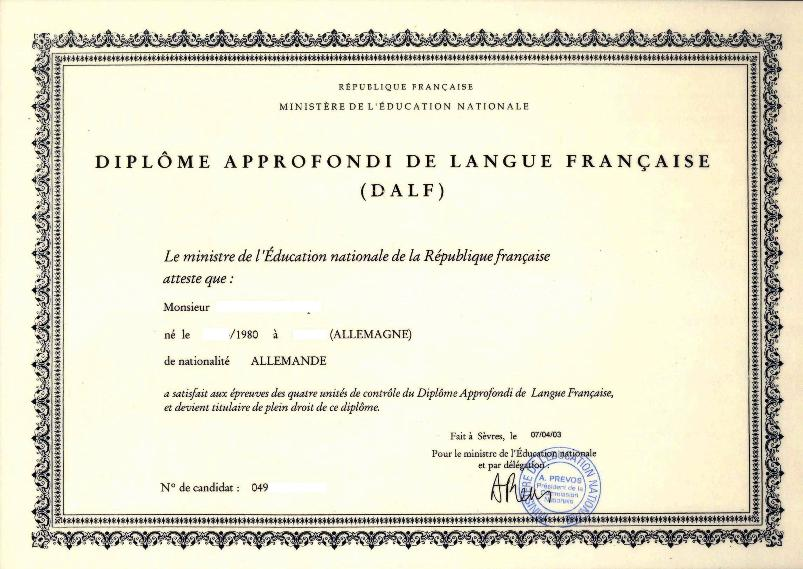
Diplôme approfondi de langue française

Il Diplôme approfondi de langue française (Diploma approfondito di lingua francese), abbreviato in DALF, è un diploma di certificazione di lingua francese per non madrelingua rilasciato dal France Éducation international (FEi, ex CIEP), per conto del Ministero dell'educazione nazionale.
Si compone di due diplomi indipendenti per ciascuno dei due livelli superiori, C1 e C2, del Quadro comune europeo di riferimento per la conoscenza delle lingue. Il C2 è il livello più alto raggiungibile in questo quadro e denota la piena padronanza e competenza in lingua francese. I livelli "base" e "autonomia" delle competenze linguistiche in francese sono certificati dal DELF, che copre i livelli dall'A1 al B2. Il DALF non è un certificato, ma un diploma con validità a vita.

## Esami

### DALF C1
I discenti in possesso del DALF C1 sono indipendenti. Possono esprimersi con scioltezza e spontaneità. Possiedono un ampio lessico e sono in grado di scegliere l'espressione appropriata per comunicare il proprio pensiero. Possono produrre un discorso chiaro e ben strutturato senza esitazione con padronanza delle strutture.
L'esame del DALF C1 consiste di quattro parti. Ognuna della quattro parti è valutata da 0 a 25 punti, per un totale di 100 punti. Per superare l'esame è richiesto un minimo complessivo di 50 punti, oltre a un minimo di 5 punti per ogni singola prova (una sola prova al di sotto dei 5 punti determina il fallimento dell'intero esame, a prescindere dal totale complessivo).
1. Comprensione orale (40 minuti)
2. Comprensione scritta (50 minuti)
3. Produzione scritta, composta da due prove: una sintesi di documenti (200~240 parole) e un elaborato scritto (essai argumenté, almeno 250 parole) su un argomento dato (2 ore e 30 minuti)
4. Produzione orale, consistente in una presentazione e discussione davanti alla giuria su un argomento dato (30 minuti; 1 ora di preparazione individuale prima di sostenere la prova)

### DALF C2
Le competenze dei possessori del DALF C2 si caratterizzano per la precisione, l'appropriatezza e la scioltezza dell'espressione; sono inoltre in grado di impiegare la lingua per lavoro, scopi accademici e altri usi avanzati.
Il DALF C2 consiste di due parti. Ogni parte è valutata da 0 a 50 punti, per un totale di 100 punti. Per superare l'esame è richiesto un minimo complessivo di 50 punti, oltre a un minimo di 10 punti per ogni singola prova (una sola prova al di sotto dei 10 punti determina il fallimento dell'intero esame, a prescindere dal totale complessivo).
1. Comprensione e produzione orale, consistente in una presentazione e una discussione con la giuria basata su una registrazione di 15 minuti con possibilità di due ascolti (30 minuti; 1 ora per la preparazione individuale prima di sostenere la prova)
2. Comprensione e produzione scritta, consistente nella composizione di un testo strutturato di almeno 700 parole basato su una serie di documenti dati (3 ore e 30 minuti)